# 조종실

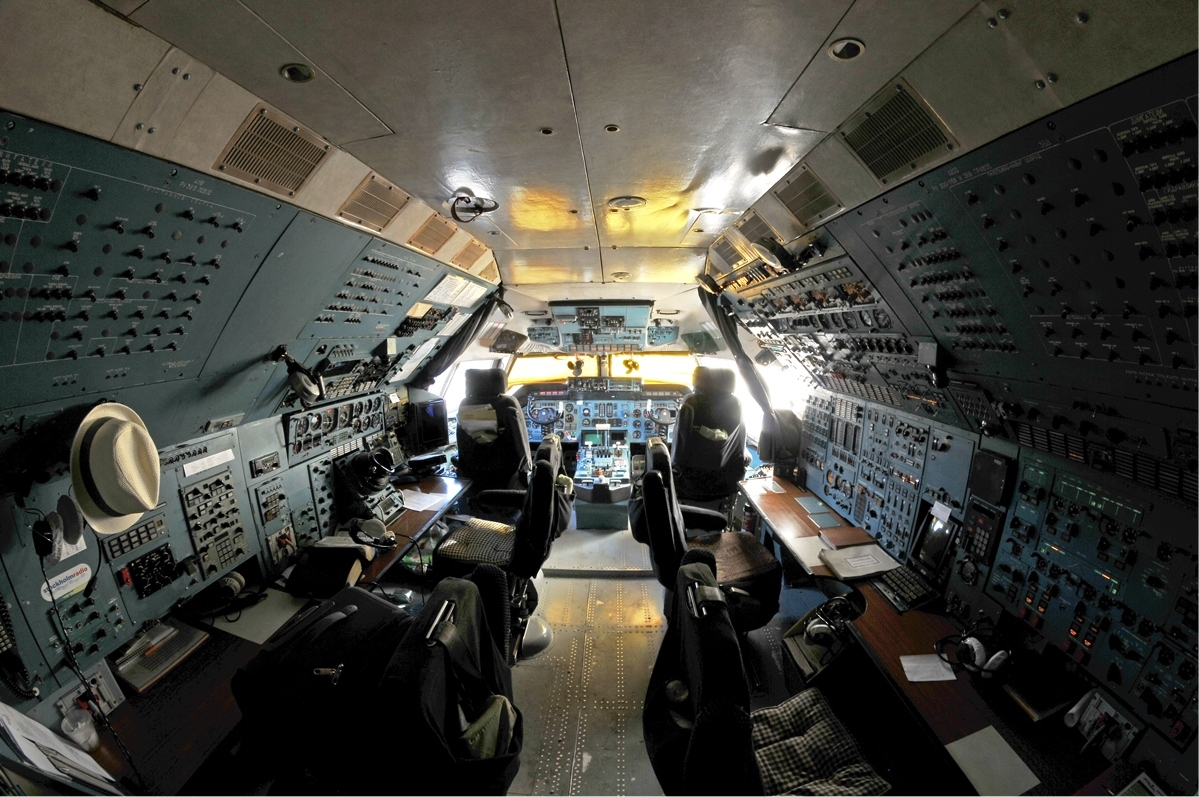
안토노프 An-124의 조종실

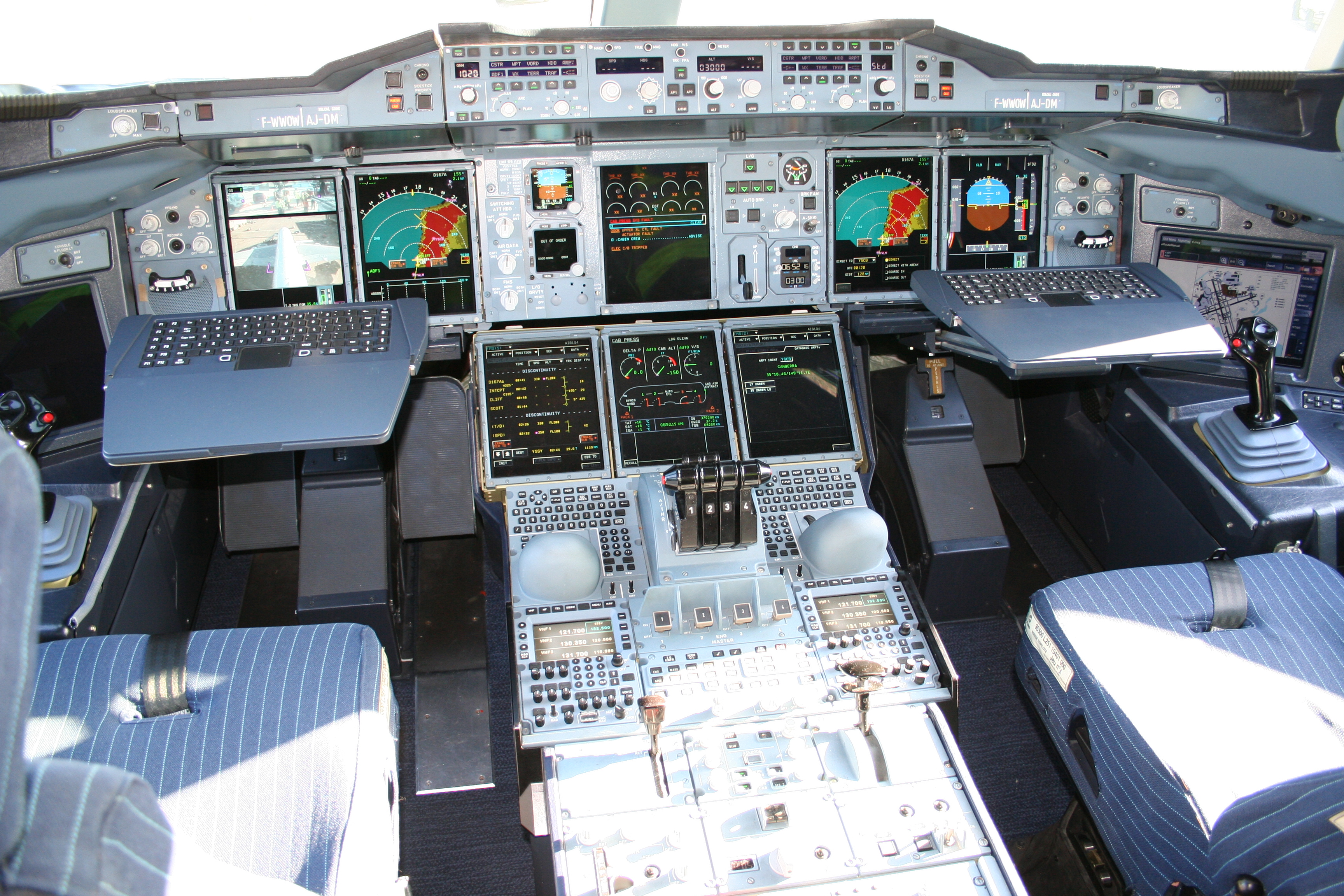
에어버스 A380의 조종실

조종실(操縱室)은 조종사가 항공기를 통제하는 항공기의 정면 가까이에 위치하고 있는 것이 일반적이다. 대부분의 현대 조종실은 둘러싸여 있다. (작은 비행기의 조종실은 제외)큰 비행기에서는 조종실이 기체와 물리적으로 분리되어 있다. 장소는 항공기를 지상과 하늘에서 컨트롤 할 수 있는 곳에 위치하고 있다. 1914년에 처음으로 조종사들을 위해 조종실을 만든 항공기가 등장했다. Cockpit는 1935년에 비공식적으로 자동차의 운전석을 말했고 특히 포뮬러 원(Formula One)에서 공식적인 용어 중 하나이다. Cockpit라는 용어는 Royal Navy의 배에서 키잡이의 위치와 방향타 제어를 위한 배의 장소와 관련되어있다. Cockpit은 계기판에 비행계기들, 그리고 조종사가 항공기를 통제할 수 있는 모든 것들이 포함되어있다. 대부분의 여객기들은 승객들의 구역과 cockpit를 분리했다. 2001년 9월 11일 후에 테러리스트 공격이나 항공기 납치범의 접근에 대비하여, 모든 항공기의 조종실을 보호하기 시작했다. 여객기에서는 조종실을 일반적으로 비행갑판으로 부른다. 이 용어는 RAF에서 분류되며, 상위로 가면 조종사와 부조종사가 큰 항공기에 앉아있는 곳으로 불린다.

## 같이 보기
- 선교 (배)
- 지휘 센터
- 제어실